# 26500 Toshiohino
26500 Toshiohino è un asteroide della fascia principale. Scoperto nel 2000, presenta un'orbita caratterizzata da un semiasse maggiore pari a 2,6041206 au e da un'eccentricità di 0,1470291, inclinata di 14,71723° rispetto all'eclittica.
L'asteroide è dedicato all'astronomo giapponese Toshio Hino.